# Hóquei no gelo nos Jogos Olímpicos de Inverno de 1980

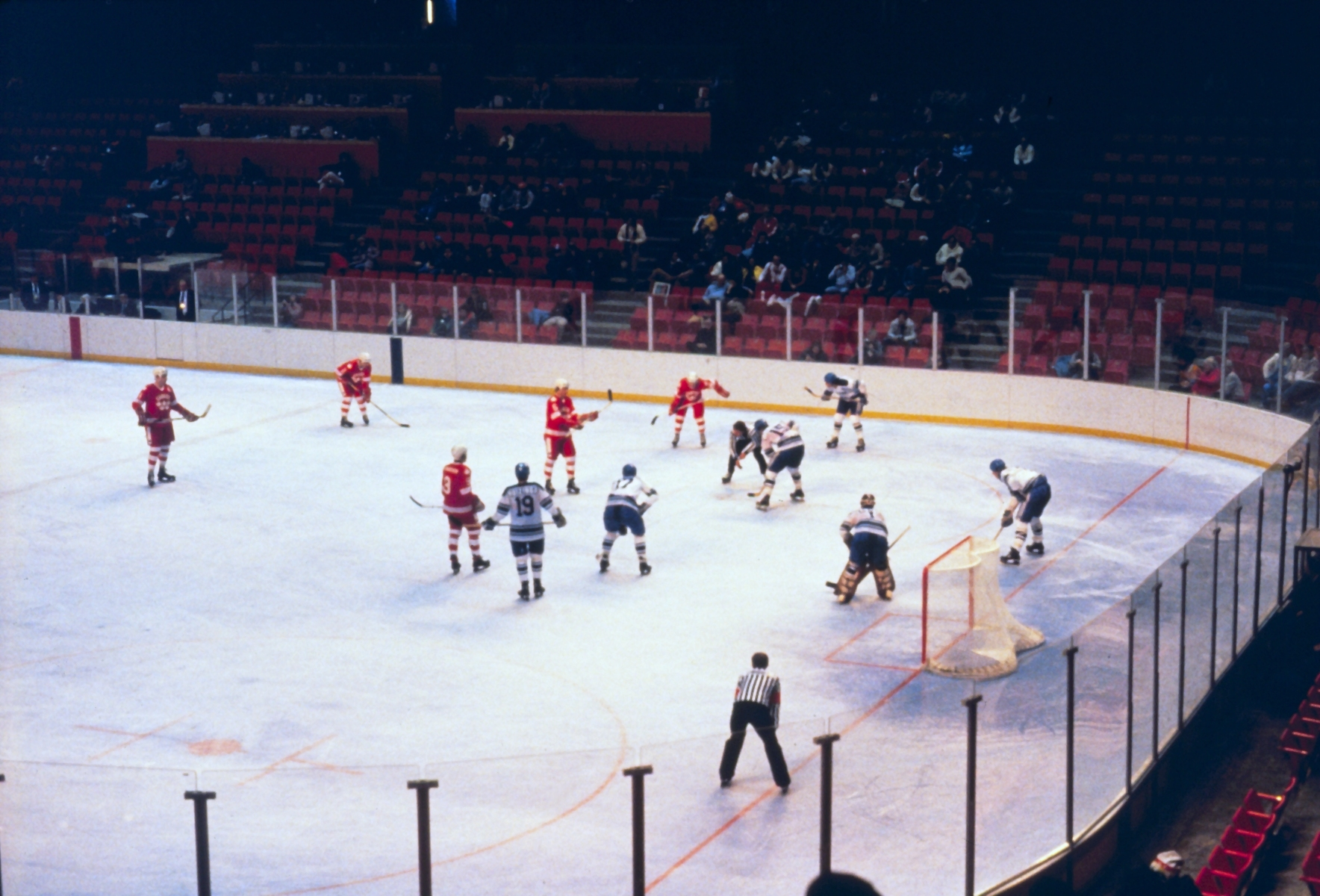
Jogo de hóquei no gelo no Centro Olímpico.

O torneio de hóquei no gelo nos Jogos Olímpicos de Inverno de 1980 foi disputado por doze equipes masculinas no Centro Olímpico em Lake Placid, nos Estados Unidos, entre 12 e 24 de fevereiro.
A fórmula de disputa do torneio olímpico foi alterado em relação as últimas edições. O torneio consistiu em uma primeira fase onde as doze equipes qualificadas foram divididas em dois grupos com, seis equipes cada. As duas primeiras colocadas de cada grupo avançaram para a fase final, onde as quatro equipes classificadas se enfrentaram em grupo único, conquistando a medalha de ouro para a equipe que somasse o maior número de pontos. Dentre as equipes eliminadas na primeira fase, apenas as que finalizaram em terceiro lugar nos seus respectivos grupos avançaram para a disputa de quinto lugar.
Em pleno auge da Guerra Fria, os Estados Unidos, com uma equipe formada por atletas amadores e colegiais conquistaram o título olímpico pela segunda vez na história ao desbancar a favorita União Soviética, então tetracampeã e com todos os atletas profissionais. Tal feito ficou marcado como o Milagre no Gelo sendo celebrado como um dos maiores momentos do esporte estadunidense.

## Medalhistas
|  | USA Estados Unidos |  | URS União Soviética |  | SWE Suécia |
|  | Jim Craig Jack O'Callahan Bill Baker Ken Morrow Mike Ramsey Bob Suter Dave Christian Dave Silk Mark Johnson Rob McClanahan John Harrington Mark Pavelich Buzz Schneider Steve Christoff Neal Broten Mike Eruzione Eric Strobel Mark Wells Phil Verchota |  | Vladislav Tretyak Vladimir Myshkin Aleksey Kasatonov Slava Fetisov Valery Vasilyev Sergey Starikov Zinetula Bilyaletdinov Vasily Pervukhin Boris Mikhaylov Vladimir Petrov Valery Kharlamov Sergey Makarov Vladimir Golikov Aleksandr Golikov Aleksandr Maltsev Yury Lebedev Vladimir Krutov Aleksandr Skvortsov Viktor Zhluktov Helmūts Balderis |  | Pelle Lindbergh William Löfqvist Sture Andersson Jan Eriksson Thomas Eriksson Tomas Jonsson Tommy Samuelsson Mats Waltin Ulf Weinstock Bo Berglund Håkan Eriksson Leif Holmgren Bengt Lundholm Per Lundqvist Harald Lückner Lars Molin Lennart Norberg Mats Näslund Dan Söderström Mats Åhlberg |

## Primeira fase

### Grupo A (Divisão Vermelha)
| Equipe              | Pts | J | V | E | D | GP | GC | CD      |
| ------------------- | --- | - | - | - | - | -- | -- | ------- |
| URS União Soviética | 10  | 5 | 5 | 0 | 0 | 51 | 11 |         |
| FIN Finlândia       | 6   | 5 | 3 | 0 | 2 | 26 | 18 | 4-3 CAN |
| CAN Canadá          | 6   | 5 | 3 | 0 | 2 | 28 | 12 | 3-4 FIN |
| POL Polônia         | 4   | 5 | 2 | 0 | 3 | 15 | 23 |         |
| NED Países Baixos   | 3   | 5 | 1 | 1 | 3 | 16 | 43 |         |
| JPN Japão           | 1   | 5 | 0 | 1 | 4 | 7  | 36 |         |

| 12 de fevereiro | CAN Canadá          | 10-1 (2-1, 2-0, 6-0) | NED Países Baixos |
| 12 de fevereiro | FIN Finlândia       | 4-5 (0-1, 3-4, 1-0)  | POL Polônia       |
| 12 de fevereiro | URS União Soviética | 16-0 (8-0, 5-0, 3-0) | JPN Japão         |
| 14 de fevereiro | URS União Soviética | 17-4 (8-1, 7-1, 2-2) | NED Países Baixos |
| 14 de fevereiro | CAN Canadá          | 5-1 (1-0, 2-1, 2-0)  | POL Polônia       |
| 14 de fevereiro | FIN Finlândia       | 6-3 (2-0, 2-2, 2-1)  | JPN Japão         |
| 16 de fevereiro | NED Países Baixos   | 3-3 (1-3, 1-0, 1-0)  | JPN Japão         |
| 16 de fevereiro | URS União Soviética | 8-1 (5-1, 1-0, 2-0)  | POL Polônia       |
| 16 de fevereiro | CAN Canadá          | 3-4 (1-2, 0-1, 2-1)  | FIN Finlândia     |
| 18 de fevereiro | CAN Canadá          | 6-0 (2-0, 2-0, 2-0)  | JPN Japão         |
| 18 de fevereiro | POL Polônia         | 3-5 (1-3, 1-2, 1-0)  | NED Países Baixos |
| 18 de fevereiro | URS União Soviética | 4-2 (0-1, 1-0, 3-1)  | FIN Finlândia     |
| 20 de fevereiro | POL Polônia         | 5-1 (3-0, 1-0, 1-1)  | JPN Japão         |
| 20 de fevereiro | FIN Finlândia       | 10-3 (2-1, 2-1, 6-1) | NED Países Baixos |
| 20 de fevereiro | URS União Soviética | 6-4 (1-1, 1-2, 4-1)  | CAN Canadá        |

### Grupo B (Divisão Azul)
| Equipe                 | Pts | J | V | E | D | GP | GC | CD      |
| ---------------------- | --- | - | - | - | - | -- | -- | ------- |
| SWE Suécia             | 9   | 5 | 4 | 1 | 0 | 26 | 7  | 2-2 USA |
| USA Estados Unidos     | 9   | 5 | 4 | 1 | 0 | 25 | 10 | 2-2 SWE |
| TCH Checoslováquia     | 6   | 5 | 3 | 0 | 2 | 34 | 16 |         |
| ROM Romênia            | 3   | 5 | 1 | 1 | 3 | 13 | 29 |         |
| FRG Alemanha Ocidental | 2   | 5 | 1 | 0 | 4 | 21 | 30 |         |
| NOR Noruega            | 1   | 5 | 0 | 1 | 4 | 9  | 36 |         |

| 12 de fevereiro | TCH Checoslováquia     | 11-0 (0-0, 5-0, 6-0) | NOR Noruega            |
| 12 de fevereiro | FRG Alemanha Ocidental | 4-6 (1-1, 3-2, 0-3)  | ROM Romênia            |
| 12 de fevereiro | USA Estados Unidos     | 2-2 (0-1, 1-0, 1-1)  | SWE Suécia             |
| 14 de fevereiro | SWE Suécia             | 8-0 (3-0, 4-0, 1-0)  | ROM Romênia            |
| 14 de fevereiro | FRG Alemanha Ocidental | 10-4 (5-2, 3-1, 2-1) | NOR Noruega            |
| 14 de fevereiro | USA Estados Unidos     | 7-3 (2-2, 2-0, 3-1)  | TCH Checoslováquia     |
| 16 de fevereiro | USA Estados Unidos     | 5-1 (0-1, 3-0, 2-0)  | NOR Noruega            |
| 16 de fevereiro | TCH Checoslováquia     | 7-2 (2-0, 3-1, 2-1)  | ROM Romênia            |
| 16 de fevereiro | SWE Suécia             | 5-2 (1-0, 4-1, 0-1)  | FRG Alemanha Ocidental |
| 18 de fevereiro | SWE Suécia             | 7-1 (2-0, 4-0, 1-1)  | NOR Noruega            |
| 18 de fevereiro | TCH Checoslováquia     | 11-3 (5-1, 5-0, 1-2) | FRG Alemanha Ocidental |
| 18 de fevereiro | USA Estados Unidos     | 7-2 (2-0, 2-1, 3-1)  | ROM Romênia            |
| 20 de fevereiro | ROM Romênia            | 3-3 (1-1, 0-1, 2-1)  | NOR Noruega            |
| 20 de fevereiro | SWE Suécia             | 4-2 (2-0, 1-0, 1-2)  | TCH Checoslováquia     |
| 20 de fevereiro | USA Estados Unidos     | 4-2 (0-2, 2-0, 2-0)  | FRG Alemanha Ocidental |

## Fase final

### Disputa pelo 5º lugar
| 22 de fevereiro | TCH Checoslováquia | 6-1 (5-0, 0-1, 1-0) | CAN Canadá |

### Grupo único (1º-4º lugar)
Os resultados obtidos na primeira fase continuaram valendo para a disputa da fase final.
| Equipe              | Pts | J | V | E | D | GP | GC |
| ------------------- | --- | - | - | - | - | -- | -- |
| USA Estados Unidos  | 5   | 3 | 2 | 1 | 0 | 10 | 7  |
| URS União Soviética | 4   | 3 | 2 | 0 | 1 | 16 | 8  |
| SWE Suécia          | 2   | 3 | 0 | 2 | 1 | 7  | 14 |
| FIN Finlândia       | 1   | 3 | 0 | 1 | 2 | 7  | 11 |

| 22 de fevereiro | FIN Finlândia       | 3-3 (1-0, 1-1, 1-2) | SWE Suécia          |
| 22 de fevereiro | USA Estados Unidos  | 4-3 (2-2, 0-1, 2-0) | URS União Soviética |
| 24 de fevereiro | USA Estados Unidos  | 4-2 (0-1, 1-1, 3-0) | FIN Finlândia       |
| 24 de fevereiro | URS União Soviética | 9-2 (4-0, 5-0, 0-2) | SWE Suécia          |

## Classificação final
| Pos.   | Equipe                 |
| ------ | ---------------------- |
| Ouro   | USA Estados Unidos     |
| Prata  | URS União Soviética    |
| Bronze | SWE Suécia             |
| 4      | FIN Finlândia          |
| 5      | TCH Checoslováquia     |
| 6      | CAN Canadá             |
| 7      | POL Polônia            |
| 7      | ROM Romênia            |
| 9      | FRG Alemanha Ocidental |
| 9      | NED Países Baixos      |
| 11     | JPN Japão              |
| 11     | NOR Noruega            |